# التماري
قرية التماري في ولاية الجزيرة، شرق الجزيرة في جمهورية السودان. تعتبر من أكبر القرى في المنطقة، تحدها غربًا أم شانقو، جنوبًا التبيب، ومن الجنوب الغربي ود الكاشف، وشمالًا الكميلاب، وشرقًا الشيخ علي، ومن الناحية الشمالية الشرقية الفردوس.